# 의왕초등학교
의왕초등학교(義王初等學校)는 대한민국 경기도 의왕시에 있는 초등학교이다.

## 학교 연혁
- 2002년 3월 1일 개교

## 참고 자료
- 의왕초등학교 - 한국교육학술정보원 학교알리미